# Centaurea uniflora
Centaurea uniflora — вид рослин роду волошка (Centaurea), з родини айстрових (Asteraceae).

## Біоморфологічна характеристика
Це багаторічна трав'яниста рослина, що густо вкрита грубим волоссям і що досягає у висоту від 5 до 40 см. Стебло прямовисне, облиствлене і має лише одну квіткову головку. Зелено-сірі листки усіяні залозами, вузько-ланцетні і вужчі за один сантиметр; вони цілі або злегка зубчасті, верхні — сидячі. Квітки трубчасті й пурпурні. Період цвітіння триває з липня по вересень. Сім'янки сіро-коричневі.

## Середовище проживання
Країни проживання: пд-сх. Франція; пн-зх. Італія. Зростає на висотах понад 1500 метрів на теплих, сухих та багатих поживними речовинами ґрунтах на луках і схилах.